# Lập trình thủ tục
Phương pháp lập trình thủ tục (procedural programming) chính là cách thực hiện phương pháp hướng chức năng kể trên. Phương pháp thủ tục chia một chương trình (chức năng) lớn thành các khối chức năng hay hàm (thủ tục) đủ nhỏ để dễ lập trình và kiểm tra. Mỗi hàm có một điểm bắt đầu và một điểm kết thúc và có dữ liệu và logic riêng. Trong một hệ thống chương trình, các biến có các phạm vi nhìn thấy nhất định. Trong chương trình, các hàm làm việc độc lập với nhau. Dữ liệu được chuyển đổi qua lại thông qua các tham số gọi hàm. Việc chia chương trình thành các hàm cho phép nhiều người có thể tham gia vào việc xây dựng chương trình. Mỗi người xây dựng một hay một số các hàm độc lập với nhau. Phương pháp này dẫn đến một khái niệm mới – sự trừu tượng hóa. Sự trừu tượng hóa có thể xem như khả năng quan sát một sự việc mà không cần xem xét đến các chi tiết bên trong của nó. Trong một chương trình thủ tục, chúng ta chỉ cần biết một hàm nào đó có thể làm được những công việc cụ thể gì là đủ. Còn làm thế nào để thực hiện công việc đó là không quan trọng, chừng nào hàm còn tin cậy được thì còn có thể dùng nó mà không cần phải biết nó thực hiện đúng đắn chức năng của mình như thế nào. Điều này gọi là sự trừu tượng hóa theo chức năng (functional abstraction) (hay còn gọi là sự chuyên môn hóa) và là nền tảng của lập trình thủ tục.